# هنرمند شایسته جمهوری ارمنستان
هنرمند افتخاری جمهوری ارمنستان (انگلیسی: Honored Artist of Armenia) جایزه ای می‌باشد که توسط جمهوری ارمنستان اعطا می‌گردد. جایزه «عناوین افتخاری جمهوری ارمنستان» در زمینه‌های علوم، روزنامه‌نگاری، فرهنگ، هنری، سلامت، فرهنگ تربیتی و ورزشی در سال ۲۰۰۲ بنیانگذاری شد. جایزه در سال ۲۰۰۴ با تصویب مجلس ملی جمهوری ارمنستان و امضای رئیس‌جمهور ارمنستان تجدید بنیانگذاری شد. نخستین جوایز در سال ۲۰۰۸ توسط سرژ سرکیسیان، رئیس‌جمهور ارمنستان اعطا گردید. هم‌اکنون ۱۱۵ تن از شهروندان ارمنستان و ۱ تن از شهروندان ایالات متحده آمریکا مفتخر به دریافت این نشان شده‌اند.

## برخی از برندگان جایزه هنرمندان مردمی ارمنستان
- نارینه آلکسانیان
- نرسیک ایسپیریان
- آردو تونجبویاجیان
- خورن لوونیان
- سیروشو
- تاتا سیمونیان
- مهر مسروبیان
- نورایر مناتساکانیان
- نونه یسائیان